# Белокръст бързолет
Белокръст бързолет (Apus caffer) е вид птица от семейство Бързолетови (Apodidae).

## Разпространение и местообитание
Разпространен е в Ангола, Бенин, Ботсвана, Буркина Фасо, Бурунди, Габон, Гана, Джибути, Еритрея, Етиопия, Замбия, Зимбабве, Испания, Камерун, Кения, Република Конго, Демократична република Конго, Кот д'Ивоар, Лесото, Либерия, Малави, Мали, Мароко, Мозамбик, Намибия, Нигер, Нигерия, Португалия, Руанда, Свазиленд, Сенегал, Сиера Леоне, Сомалия, Судан, Танзания, Того, Уганда, Централноафриканската република, Чад, Южен Судан и Южна Африка.